# Корона на Елизабета Румънска
Короната на Елизабета Румънска е изработена от Армейския арсенал (на румънски: Arsenalul Armatei) от злато. Има същата декорация като на кралската корона. Короната на румънската кралица е изработена също след края на Руско-турската война (1877 – 1878). За първи път короната е носена от кралица Елизабета по време на коронацията в двореца в Букурещ на 10/22 май 1881, денят в който Румъния е обявена за кралство.